# Astenia
L'astenia (dal greco ἀσθένεια asthèneia, "mancanza di forza") è un sintomo che consiste nella riduzione di energia dell'individuo colpito, comparendo come fatica persistente e fuori luogo ed esauribilità del muscolo. Si manifesta in numerose condizioni morbose, sia fisiche (quali anemie, epatiti virali, disturbi metabolici, miopatie, malattie neuromuscolari, cardiopatie, patologie della tiroide, influenza stagionale ecc.) sia psicologiche (per es. depressione).

## Caratteristiche
A differenza della fisiologica stanchezza, che compare in seguito a un certo carico di lavoro, l'astenia è presente anche in condizioni di riposo, pur potendo essere aggravata dallo sforzo. Tradizionalmente si distinguono due tipi di astenia: quella muscolare o miastenia (oggi rientrante a volte nella categoria dell'ipostenia) e quella nervosa o nevrastenia. La prima riconosce più frequentemente cause organiche (ad esempio diabete mellito, anemia grave, ipotiroidismo o ipertiroidismo, iperaldosteronismo, malattia di Addison, miopatia, malattia di Lyme, paralisi periodica familiare, ipovitaminosi, malnutrizione, sindromi da malassorbimento) o emodinamiche (ipotensione arteriosa, anche indotta da farmaci, o ipotensione ortostatica). Al contrario l'astenia nervosa, caratterizzata da sensazione generale di debolezza associata spesso ad ansia o depressione, può essere più facilmente costituzionale o legata a carenza di potassio e magnesio; può anche far parte di malattie della psiche, come il disturbo bipolare dell'umore, o del sistema nervoso centrale, come la paralisi progressiva .